# NGC 5585
NGC 5585 ist eine Balkenspiralgalaxie vom Hubble-Typ SBcd  im Sternbild Großer Bär am Nordsternhimmel, die schätzungsweise 19 Millionen Lichtjahre von der Milchstraße entfernt ist.
Das Objekt wurde am 17. April 1789 von William Herschel entdeckt.